# Dere coeruleipennis
Dere coeruleipennis är en skalbaggsart som beskrevs av Aurivillius 1925. Dere coeruleipennis ingår i släktet Dere och familjen långhorningar. Inga underarter finns listade i Catalogue of Life.